# Прощавай, блондинко
«Прощавай, блондинко» — драматичний фільм 2011 року.

## Зміст
Глорія і Френсіс зустрілися в 80-тих. Вони любили один одного, як люблять у 16: секс, наркотики, рок-н-рол. Пізніше життя їх розділило, і вони пішли зовсім різними дорогами. Через 20 років Френсіс повертається, щоб знайти Глорію…